# Joplin (Software)
Joplin ist eine kostenlose Open-Source-Software zur Organisation von Notizen, die für die Betriebssysteme macOS, Linux, Windows, iOS und Android zur Verfügung steht. Joplin ist hauptsächlich in JavaScript und TypeScript geschrieben und nutzt das Electron-Framework.
Nutzer können Notizen und Aufgaben auf allen unterstützten Plattformen erstellen, organisieren und durchsuchen. Die Anwendung unterstützt das Markdown-Format, bietet Synchronisation über verschiedene Cloud-Dienste und verfügt über Ende-zu-Ende-Verschlüsselung. Joplin kann Notizen aus Evernote importieren, einschließlich Bildern, Anhängen und Metadaten. Die Software ist als Desktop-, Terminal- und mobile App verfügbar. Für Windows gibt es auch eine portable Version, die ohne Installation läuft.
Joplin wird aktiv weiterentwickelt und ist quelloffen. Die Community trägt mit Übersetzungen, Plug-ins und Anleitungen zur Weiterentwicklung bei. Die Software ist besonders für Nutzer interessant, die Wert auf Datenschutz, Flexibilität und Unabhängigkeit von proprietären Diensten legen.
Fachzeitschriften und Blogs empfehlen Joplin regelmäßig als Alternative zu proprietären Notiz-Apps.

## Merkmale
Joplin ist eine plattformübergreifende Open-Source-Notiz- und Aufgabenverwaltungssoftware mit folgenden Funktionen und Eigenschaften:
Markdown-Format
Notizen werden im offenen Markdown-Format gespeichert, was eine breite Kompatibilität und einfache Weiterverarbeitung ermöglicht.
Hierarchische Organisation
Notizen können in Notizbüchern und Unterordnern strukturiert werden.
Tags
Notizen lassen sich mit Tags versehen, um die Organisation und Suche zu erleichtern.
Verlinkung
Notizen können untereinander verlinkt werden, was das Erstellen eines persönlichen Wissensnetzwerks (Persönliches Wissensmanagement) ermöglicht.
Multimediale Inhalte
Einbindung von Bildern, Grafiken, Audio- und Videodateien sowie PDFs; beliebige Dateianhänge sind möglich.
Mathematische Formeln
Unterstützung von KaTeX zur Darstellung mathematisch-naturwissenschaftlicher Formeln.
Diagramme
Unterstützung der Mermaid-Syntax zur Darstellung von Diagrammen und Flussdiagrammen.
Rich-Text-Editor
Neben Markdown steht ein Rich-Text-Editor zur Verfügung.
Plug-in-System
Die Funktionalität kann durch ein umfangreiches Plug-in-System erweitert werden.
Terminal-App
Neben grafischen Oberflächen ist auch eine Terminal-Version für Linux, macOS und Windows verfügbar.
Aufgabenverwaltung
Neben Notizen können auch Aufgabenlisten und Erinnerungen erstellt werden.
Automatische Speicherung
Änderungen werden fortlaufend gespeichert.
Leistungsfähige Volltextsuche
Schnelle Suche über alle Notizen und Anhänge hinweg.
Import und Export
Unterstützung verschiedener Formate, darunter JEX (Joplin Export Format), Markdown, RAW, ENEX (Evernote), PDF und HTML.
Themes
Verschiedene Designs, darunter ein Darkmode, stehen zur Auswahl.
Offline-Zuerst-Prinzip
Notizen werden standardmäßig lokal gespeichert und sind auch ohne Internetverbindung verfügbar.
Synchronisation
Optional kann eine Synchronisierung mit Joplin Cloud, Nextcloud, Dropbox, OneDrive, WebDAV oder einem Netzwerk-Ordner eingerichtet werden.
Ende-zu-Ende-Verschlüsselung
Die Daten können optional ende-zu-ende-verschlüsselt synchronisiert werden.
Kein Lock-In
Die Daten liegen im offenen Format und als Klartext vor.
Plattformübergreifend
Verfügbar für Windows, macOS, Linux, iOS und Android.
Weitere Informationen, Erfahrungsberichte und Anleitungen bietet eine mehrteilige Artikelserie bei GNU/Linux.ch sowie ein Erfahrungsbericht zum Einsatz als „Second Brain“.

## Erweiterbarkeit und Plugins
Seit Version 1.6 (veröffentlicht im Jahr 2021) bietet Joplin eine umfangreiche Unterstützung für Plugins, mit deren Hilfe die Funktionalität der Software individuell erweitert werden kann. Das Plugin-System gestattet sowohl Entwicklern als auch Anwendern die Integration zusätzlicher Funktionen, die über den Standardumfang hinausgehen.

### Funktionsweise des Plugin-Systems
Plugins können direkt aus der Joplin-Anwendung heraus installiert, aktualisiert und verwaltet werden. Die Plugins bekommt man über das Joplin Plugin Directory. Dort gibt es viele Erweiterungen für verschiedene Bereiche. Die Installation ist einfach und braucht nur ein paar Klicks. Man braucht keine Programmierkenntnisse.
Die deutschsprachige Artikelserie von GNULinux.ch gibt einen guten Überblick über die Möglichkeiten von Joplin, einschließlich Plugins, Installation und Synchronisation.

### Beispiele für beliebte Plugins
Zu den meistgenutzten und empfohlenen Plugins zählen unter anderem:
- Kalender-Plugin: Ermöglicht die Anzeige und Verwaltung von Aufgaben und Erinnerungen in einer Kalenderansicht.
- Advanced Tables: Erweitert die Markdown-Funktionalität um komplexere Tabellenbearbeitung und -darstellung.
- Note Tabs: Fügt eine Registerkarten-Navigation hinzu, sodass mehrere Notizen parallel geöffnet und schnell gewechselt werden können.
- Kanban Plugin: Stellt eine Kanban-Board-Ansicht für Notizbücher bereit, um Aufgaben visuell zu organisieren.
- Outline: Zeigt eine interaktive Inhaltsübersicht (Table of Contents) für lange Notizen an.
- Diagram Editor: Ermöglicht das Einfügen und Bearbeiten von Diagrammen direkt in Notizen.

Weitere Plugin-Vorschläge und Erfahrungsberichte finden sich in der Community und in der genannten Artikelserie.

### Entwicklung eigener Plugins
Joplin stellt eine gut dokumentierte API und Entwicklerwerkzeuge bereit, mit denen eigene Plugins in JavaScript entwickelt werden können. Dadurch ist die Community in der Lage, regelmäßig neue Erweiterungen zu veröffentlichen und bestehende Plugins zu verbessern.

### Bedeutung für die Nutzer
Durch die Plugin-Unterstützung lässt sich Joplin flexibel an individuelle Arbeitsweisen und Bedürfnisse anpassen. Dies macht die Software sowohl für private Anwender als auch für professionelle Einsatzszenarien besonders attraktiv.

### Anwendung als Second Brain und Zettelkasten
Joplin wird von vielen Anwendern nicht nur als klassische Notiz- und Aufgabenverwaltungssoftware genutzt, sondern auch zur Umsetzung fortgeschrittener Methoden des persönlichen Wissensmanagements. Dazu zählen insbesondere das Konzept des Second Brain sowie die Zettelkastenmethode. Beide Ansätze basieren auf der systematischen Erfassung, Verschlagwortung und Verlinkung von Notizen, um ein persönliches Wissensnetzwerk außerhalb des eigenen Gedächtnisses aufzubauen.
Durch Funktionen wie die Unterstützung des Markdown-Formats, das Setzen von internen Links, die Vergabe von Tags und die hierarchische Organisation in Notizbüchern bietet Joplin eine geeignete technische Grundlage für diese Methoden.
Beispielsweise werden für die Zettelkastenmethode einzelne Gedanken oder Informationen als eigenständige Notizen erfasst und durch interne Links miteinander vernetzt. Für die Second-Brain-Methode strukturieren Nutzer ihre Notizen häufig in Ordnern wie „Projekte“, „Ressourcen“ oder „Archiv“ und nutzen Joplin als zentrales, durchsuchbares Wissensarchiv.

## Rezeption
Michael Humpa von der CHIP Software-Redaktion meint, dass es sich um ein gelungenes Notiz-Tool handelt, "das kaum einen Wunsch offen lässt". Ihm gefällt besonders die "einfache Bedienung und das Open-Source-Konzept".
Ferdinand Thommes findet bei LinuxNews, dass Joplin durch Markdown ein Kandidat für Notizen sei. Das Tool sei "Für ein schnelles Notieren in einer Konferenz" ideal.
Das Netzpiloten Magazin findet, dass man mit Joplin "alles an einem Ort" habe und es gut von „normal sterblichen“ Menschen zu nutzen sei. Das Tool sei "perfekt geeignet für alle, die auch Dateien zwischenlagern und ausgefallenere Notizen erstellen möchten."
Isabelle Bauer meint bei tipps-tricks von heise.de, dass Joplin ein Tool „zum Erstellen und Verwalten von Notizen, mit der eine große Anzahl von Notizen in Notebooks verwaltet werden“ sei und mit dem Offline-Modus könnten sogar Notizen bearbeiten werden, wenn keine Internetverbindung vorhanden sei.
In CaschyS Blog schreibt der Autor, dass die Notizen durchsuchbar seien und sie „können direkt aus den Anwendungen oder aus dem eigenen Texteditor kopiert, markiert und verändert werden.“
Brendan Hesse hebt bei lifehacker hervor, dass Joplin sogar handschriftliche Notizen unterstütze. Seiner Meinung nach sei die beste Funktion von Joplin jedoch die integrierte End-to-End-Verschlüsselung, um die Notizen privat zu halten.
Ankush Das findet, dass Joplin eine beeindruckende kostenlose Open-Source-Notizen-App sei, die Verschlüsselung unterstütze. Mit den angebotenen Funktionen sei sie eine der besten Evernote-Alternativen auf dem Markt.
Torres meint bei slashgear, dass Joplin über die Oberfläche so einfach zu bedienen sei wie Evernote und fast dieselben Funktionen oder sogar noch mehr Funktionsumfang biete.
Die Welt weist darauf hin, dass sich bei Joplin Notizen mit To-do-Listen verbinden lassen.
Netzwelt meint, dass der User mit der App Joplin kurze Zusammenfassungen, Aufgabenlisten und Notizen verfassen könne, die in wenigen Schritten mit anderen Geräten synchronisiert werden könnten.
Kevin Kozuszek meint bei Dr.Windows, dass Joplin ein ordentliches Paket sei, welches allerdings nicht ganz ohne kleine Eigenarten sei. Wer Kontrolle über Offline-Verfügbarkeit und Synchronisationsvarianten haben möchte, finde hier jedoch einen guten Ansatz.
Das PC Magazine meint, dass Joplin benutzerfreundlich sei und wunderbare Tools und Funktionen zum Organisieren von Notizen und Notizbüchern biete.